# تونیو (بازیکن فوتبال، زاده ۱۹۷۹)
تونیو (انگلیسی: Toño؛ زادهٔ ۱۷ دسامبر ۱۹۷۹) بازیکن فوتبال اهل اسپانیا است.
از باشگاه‌هایی که در آن بازی کرده‌است می‌توان به باشگاه فوتبال هرکولس، باشگاه فوتبال راسینگ سانتاندر، باشگاه فوتبال رایو وایکانو، باشگاه فوتبال رکریتیوو اوئلوا، باشگاه فوتبال الچه، و باشگاه فوتبال گرانادا اشاره کرد.